# Макинское ханство
Макинское ханство (азерб. Maku xanlığı) — вассальное ханство на территории северо-западной Персии в XVIII — начале XX веков основанное и возглавляемое тюрками-баятами. Административно было частью Хойской провинции и генерал-губернаторства персидской провинции Азербайджан. Столица — город Маку.

## История

### Маку в XVI — первой половине XVIII вв
В XVI веке Маку было частью обширных владений курдского племени махмуди. Около 1600 года владения племени были разделены на четыре удела, одним из которых являлся Маку; их владетели (хакимы) носили титулы беков. Во время турецко-персидской войны 1635—1639 годов, махмуди, в качестве суннитов, оказали поддержку туркам; в результате, после ухода турок из Азербайджана, они лишились своих владений. Позднее улька Маку была отдана шахами в наследственное владение кызылбашскому племени байят.

### Образование Макинского ханства
Основателем ханства был некто Ахмед-Султан Баят, хаким макинский. Он находился в свите Надир-шаха в момент его убийства в Хорасане (9 мая 1747 года). После гибели Надир-шаха, Ахмед-хан макинский похитил одну из жен покойного шаха, захватил часть его сокровищ и вернулся в Маку, превратившееся после этого в полунезависимое ханство. Главы племени байят оставались наследственными ханами Маку до 1923 года, когда Макинское ханства было ликвидировано иранским правительством.

### Ханство в XIX — начале XX века

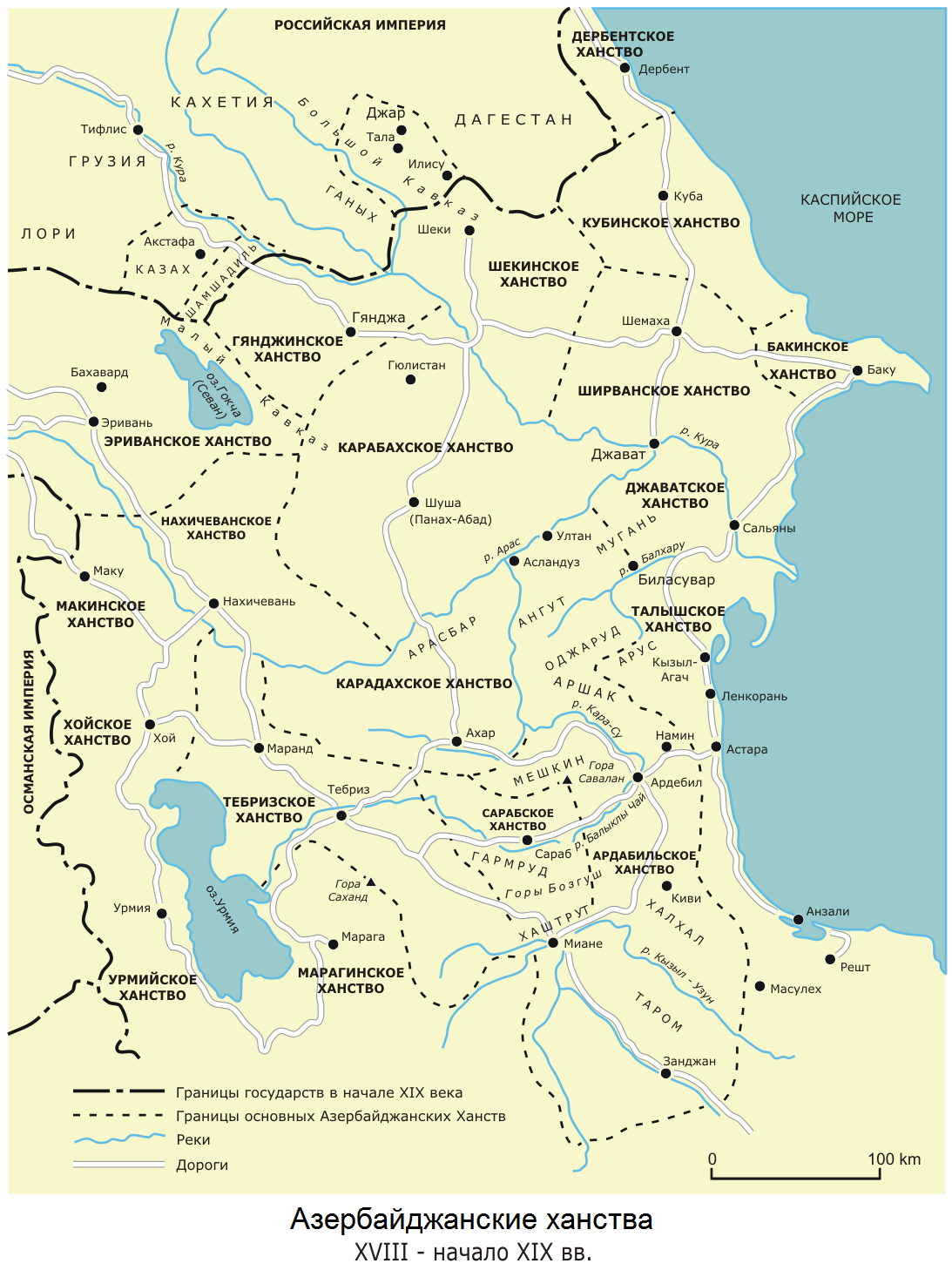
Ханства Закавказья и Персидского Азербайджана, XVIII — начало XIX вв.

Ахмед-хану (ум. 1778) наследовали его сын Хусейн-хан (ок. 1778—1822; правил совместно с братом Хасан-ханом). При сыне Хусейна Али-хане (ок. 1822—1866) началось возвышение ханства, особенно же усилившегося при его сыне Теймур-паше-хане (ок. 1866 — ок. 1899) и внуке Муртаза-кули-хане (ок. 1899—1922).
Курдское племя Джалали контролировали пятнадцать деревень в сельском округе.
В 1881 году во время набега на Азербайджан курдов шейха Обейдуллы, выдвинувшего идею создания независимого Курдистана, Теймур-паша-хан выступил против Обейдуллы с верным ему 5-тысячным ополчением курдского племени Джалали, за что заслужил титул «спасителя Азербайджана». При нём политическое значение ханства достигло пика, так что его называли «макинским государем» («Макю падшахы»); после его смерти оно начало снижаться, во многом из-за распрей его наследника Муртазы-кули-хана со своими пятью дядьями, братьями покойного хана, и своеволия последних. К моменту вступления на престол Теймур-хана, территория ханства включала только долину реки Занге-мар (приток Аракса); к началу Первой мировой войны, Теймуру и его Муртазе-кули удалось удвоить территорию ханства. Если в 1852 году под властью Али-хана находилось 60-70 деревень, то 60 лет спустя под властью Муртазы-кули — более 300. Ханство простиралось по Араксу до впадения в него реки Котур-чай и состояло из 17 магалов; в зависимости от него находилось небольшое тюркское ханство Аваджик.
Муртаза-кули-хана, носившего персидский титул «Икбал-ус-султане», русские наблюдатели описывают как человека скупого, алчного, угрюмого и подозрительного. При том, он лично и с большим усердием занимался всеми делами ханства, вершил суд и т. д.; он отличался прекрасной памятью и мог одновременно диктовать письма и ответы 4-5 писцам. Его зависимость от Тегерана или, точнее, от Хоя выражалась главным образом в поставке солдат и выплате малиата (дани: 4.000 харваров зерна и 15.000 туманов наличными; не считая подарков наследнику, чиновникам и пр.; однако во время революции 1905 года он совершенно прекратил выплату малиата, возобновленную только в 1912 году. Впрочем, революционные волнения не обошли и Маку, где вспыхнули весной 1907 года, при чём их возглавил племянник Муртазы, Иззетулла-хан. Хойский энджумен (революционный совет) снабдил восставших оружием. 30 тысяч курдов Иззетуллы-хана двинулись на Маку; Муртаза-хан бежал в Россию. Движение было подавлено только к лету 1908 года при помощи сохранившего верность хану курдского племени Милан и в особенности вождя курдского племени Симко Шикаки.
Во внешнеполитических вопросах Муртаза-хан испытывал крайнее недоверие к Турции, опасаясь, что она при удобном случае поспешит завладеть его землями; Зато он стремился наладить отношения с Россией, имел в своем дворце портрет русского императора, пытался выучить русский язык, воспитывал в России своего сына и наконец держал все свои сбережения в Государственном банке в Тифлисе и Эриване.

## Население
Население ханства было пестрым и состояло в основном из трех этнических групп: кызылбаши, курдов и армян:
| Миллет (народ) | 1858        | %      | 1914         | %      |
| -------------- | ----------- | ------ | ------------ | ------ |
| Кызылбаши      | 55 000 чел. | 56.1 % | 120 000 чел. | 72.3 % |
| Курды          | 34 000 чел. | 34.7%  | 45 000 чел.  | 27.1 % |
| Армяне         | 9 000 чел.  | 9.2 %  | 1 000 чел.   | 0.6 %  |
| Всего          | 98 000      | 100 %  | 166 000      | 100 %  |

К юго-востоку от Маку находились 25 сёл каракоюнлу (Каразами, Тавра, Софу, Арпалык, Тазекенд, Карабулак, Меликли, Танабулагы, Аббасбулагы и другие).
Армянские авторы, жившие в Маку, упоминали, что платили дань племени Джалали.

## Основные источники
- Н. Г. Корсун. Военный обзор Турецкого передового и Причерноморского (на участке Батум-Инеболи) театров с сопредельными районами Закавказья и Персии. Ч.2, вып. 2. Тифлис, 1915. Стр. 178, 209—216.
- Минорский В. Ф. Отчет о поездке в Макинское ханство в 1905 г.//Материалы по изучению Востока", вып. I, стр. 1-62.

## Дополнительные источники
- Монархии Европы
- История и культура Азербайджана (недоступная ссылка)